# Thomas Luke Msusa
Thomas Luke Msusa SMM (* 2. Februar 1962 in Iba (Malawi)) ist Erzbischof von Blantyre.

## Leben
Thomas Luke Msusa trat der Ordensgemeinschaft der Montfortaner bei und empfing am 3. August 1996 die Priesterweihe.
Papst Johannes Paul II. ernannte ihn am 19. Dezember 2003 zum Bischof von Zomba. Der Apostolische Nuntius in Sambia und Malawi, Orlando Antonini, spendete ihm am 17. April des nächsten Jahres die Bischofsweihe; Mitkonsekratoren waren Tarcisius Gervazio Ziyaye, Erzbischof von Blantyre, und Allan Chamgwera, Altbischof von Zomba.
Papst Franziskus ernannte ihn am 21. November 2013 zum Erzbischof von Blantyre. Die Amtseinführung fand am 8. Februar des folgenden Jahres statt.